# Danger Mouse: Trivia
Danger Mouse: Quiz es un videojuego publicado por Zed Worldwide en 14 de octubre de 2010 para iPhone OS exclusivamente en Estados Unidos. Es el cuarto videojuego basado en los dibujos animados de Danger Mouse.
- Datos: Q18644062